# 아이린 (가수)
아이린(본명: 배주현(裴柱現), 1991년 3월 29일~)은 대한민국의 걸그룹 레드벨벳의 멤버이다.

## 생애

### 데뷔 전
본관은 분성이며, 1991년 3월 29일, 대구광역시 북구에서 2녀 중 첫째로 태어났다. 대구인지초등학교, 운암중학교, 학남고등학교를 졸업했다.
2009년 SM 엔터테인먼트에 캐스팅되어 5년간의 연습생 생활을 거쳐 데뷔하였다.
2013년, 아이린은 SM의 프리 데뷔 그룹 SM 루키즈로 첫 공개되었다. 그녀는 또한 헨리의 〈1-4-3(I Love You)〉 뮤직비디오에 출연했다. 아이린은 SM의 공식 유튜브 채널에 여러 영상 중 하나로 슬기와 함께 S.E.S의 〈Be Natural〉을 선보였다.

### 레드벨벳과 솔로 활동

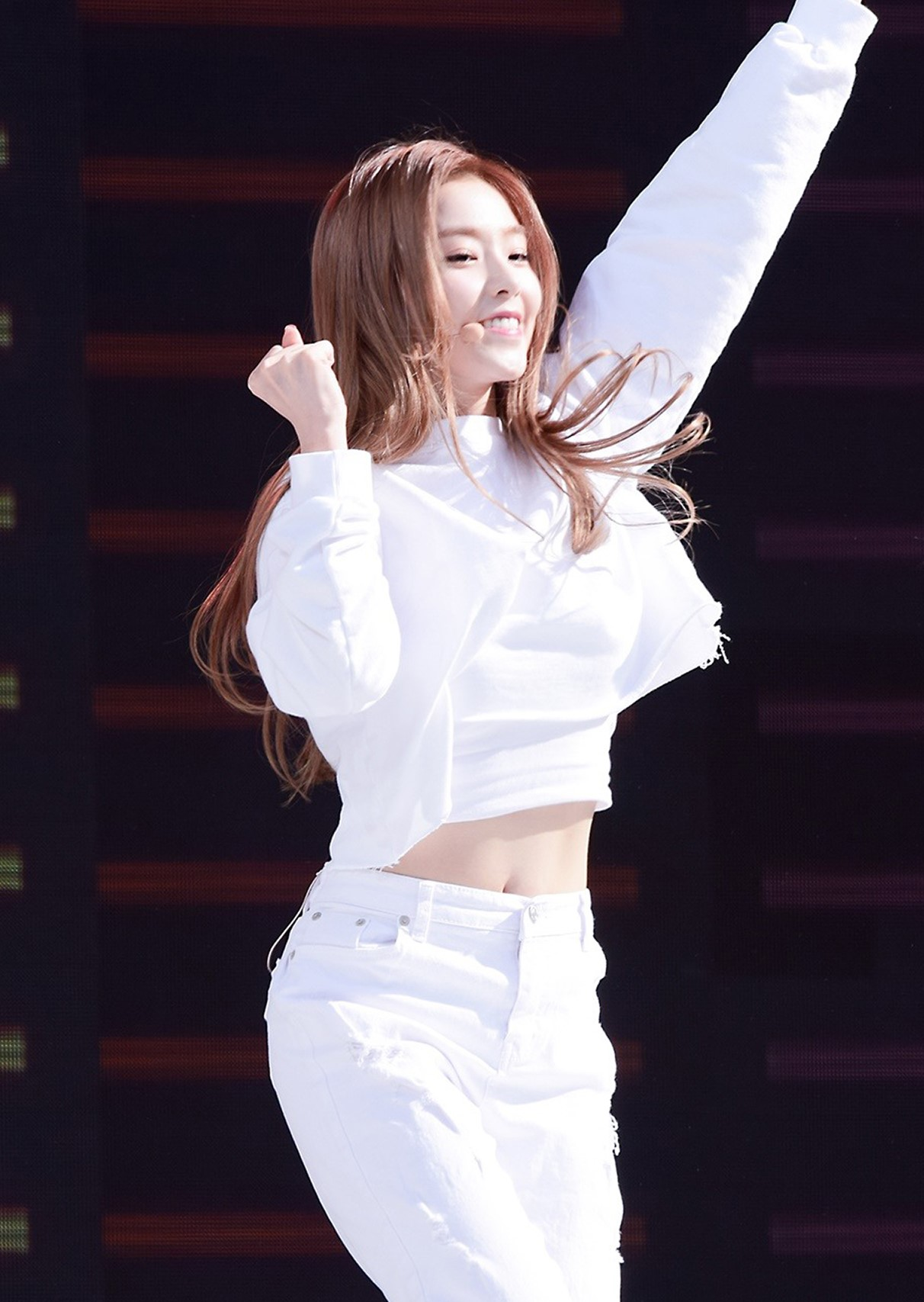
2015년 9월 DMC 뮤직 페스티벌에서의 아이린

아이린은 2014년 8월 1일, 걸 그룹 레드벨벳의 멤버로 데뷔하였다. 같은 해, 그녀는 규현의 〈광화문에서〉 뮤직비디오에 출연했다.
2015년 5월 1일부터 2016년 6월 24일까지 음악 방송 《뮤직뱅크》를 박보검과 공동 진행하였다.
2016년 7월, 아이린은 웹 드라마 《게임회사 여직원들》에서 '아름' 역을 맡아 연기자로 데뷔하였다. 같은 해 10월에는 온스타일 《런드리 데이》에 진행자로 발탁되었다. 이후 KBS2 《트릭 앤 트루》에 웬디와 패널로 합류하였다.
2020년, '레드벨벳-아이린&슬기'라는 이름으로 슬기와 유닛 활동을 했다.

## 학력
- 대구인지초등학교 (2004년 졸업)
- 운암중학교 (2007년 졸업)
- 학남고등학교 (2010년 졸업)

## 음반

### EP
- 2024년 11월 26일 《Like A Flower》

## 음반 외 활동

### 드라마
| 연도 | 방송사        | 제목                  | 역할 | 비고     |
| ---- | ------------- | --------------------- | ---- | -------- |
| 2016 | Naver TV Cast | 《게임회사 여직원들》 | 아름 | 웹드라마 |

### 영화
| 연도 | 제목                | 역할     | 비고       |
| ---- | ------------------- | -------- | ---------- |
| 2020 | 《트롤: 월드 투어》 | 베이비번 | 애니메이션 |
| 2021 | 《더블패티》        | 이현지   | 장편영화   |

### 텔레비전 프로그램
| 연도            | 방송사   | 제목                              | 역할                                            | 비고                                         |
| --------------- | -------- | --------------------------------- | ----------------------------------------------- | -------------------------------------------- |
| 2015년          | KBS2     | 《글로벌 청춘 K-POP을 꿈꾸다》    | 내레이션                                        | 2015년 11월 19일 방송                        |
| 2015년 ~ 2016년 | KBS2     | 《뮤직뱅크》                      | MC (박보검과 공동 진행)                         | 2015년 5월 1일~2016년 6월 24일 방송          |
| 2016년          | KBS2     | 《트릭 앤 트루》                  | 패널                                            | 1~4회                                        |
| 2016년          | KBS1     | 《안녕 우리말》                   | MC                                              |                                              |
| 2016년          | JTBC     | 《아는 형님》                     | 게스트 출연                                     | 형님학교 - 종현 & 아이린 편, 26회            |
| 2016년          | MBC      | 《황금어장 라디오스타》           | 게스트 출연                                     | "헤비멘탈" 특집, 504회                       |
| 2016년 ~ 2017년 | 온스타일 | 《런드리 데이》                   | MC (노홍철, 허지웅, 한혜진, 한혜연과 공동 진행) | 12부작, 2016년 10월 22일~2017년 1월 7일 방송 |
| 2017년          | SBS      | 《백종원의 3대 천왕》             | 게스트 출연                                     | 81회                                         |
| 2017년          | KBS2     | 《뮤직뱅크 월드 투어 - 싱가포르》 | MC (박보검과 공동 진행)                         | 2017년 8월 15일 방송                         |
| 2017년          | KBS2     | 뮤직뱅크 월드 투어 - 자카르타     | MC (박보검과 공동 진행)                         | 2017년                                       |
| 2017년          | KBS2     | 2017 KBS 가요대축제 1부           | MC                                              | 2017년 12월 29일                             |
| 2019            | KBS2     | 2019 KBS 가요대축제 1, 2, 3 부    | MC (with 신동엽, 진영)                          | 2019년 12월 27일                             |

### 뮤직 비디오
| 연도 | 가수 | 노래                  | 비고   |
| ---- | ---- | --------------------- | ------ |
| 2013 | 헨리 | 〈1-4-3(I Love You)〉 | [ 19 ] |
| 2014 | 규현 | 〈광화문에서〉        | [ 20 ] |

### 광고
| 연도      | 기업명                   | 브랜드명                             | 종류              | 출연                                    |
| --------- | ------------------------ | ------------------------------------ | ----------------- | --------------------------------------- |
| 2014      | 롯데제과                 | 빼빼로                               | 스틱초코과자      | 슬기, 웬디, 조이 with EXO-K             |
| 2014      | 아이비클럽               |                                      | 교복              | EXO                                     |
| 2015      | SPC그룹                  | 배스킨라빈스 31 - 배라던도파바       | 아이스크림        | 슬기, 웬디 with 류덕환                  |
| 2015      | 美特斯邦威(Meters/bonwe) | 美特斯邦威(Meters/bonwe)             | 중국 의류         | 레드벨벳                                |
| 2015      | SPC그룹                  | 배스킨라빈스 31 - SOME+ER            | 아이스크림        | 슬기, 웬디, 조이 with 샤이니, f(x), EXO |
| 2015      | 슈페리어홀딩스(주)       | 블랙마틴 싯봉 (BLACK Martine SITBON) | 의류              | 레드벨벳                                |
| 2016~2017 | 목우촌                   | 또래오래                             | 치킨 프랜차이즈   | 레드벨벳                                |
| 2016~2017 | 한국화장품               | 더샘인터내셔날                       | 화장품            | 레드벨벳 with 샤이니                    |
| 2016~2019 | 동서식품                 | 맥스웰하우스 콜롬비아나              | 캔커피            | with 이현재                             |
| 2017      | 현대지앤에프             | 아메리칸 이글                        | 캐주얼 의류       | with 슬기                               |
| 2017      | NC소프트                 | 프로야구 H2                          | 온라인 게임       | 레드벨벳                                |
| 2017~2018 | 이엔피게임즈             | 반지:Age Of Ring - 오빠는 마법사     | 모바일 게임       |                                         |
| 2017~2018 | 현대자동차               | 현대자동차 어드밴티지 프로그램       | 자동차            | with 강기영, 임화영                     |
| 2017~2018 | ABC마트                  | 누오보                               | 여성 슈즈         |                                         |
| 2017~현재 | 호텔신라                 | 신라면세점                           | 면세점            | 레드벨벳 with 샤이니                    |
| 2018      | (주)LF                   | 헤지스 액세서리(HAZZYS ACCESSORIES)  | 패션잡화          |                                         |
| 2018~현재 | (주)쿠퍼비전             | 쿠퍼비전 클래리티 원데이             | 콘택트렌즈        |                                         |
| 2018~2019 | 하이트진로(주)           | 참이슬                               | 소주              |                                         |
| 2018~2019 | 아모레퍼시픽             | 에뛰드하우스                         | 화장품            | 레드벨벳                                |
| 2018      | 가이아모바일 코리아      | 이터널 라이트                        | 모바일 게임       | 레드벨벳                                |
| 2018~2019 | (주)경남제약             | 레모나                               | 비타민            |                                         |
| 2018~2019 | (주)케이투코리아         | 아이더(Eider)                        | 아웃도어          | 박보검                                  |
| 2018~2019 | 동원F&B                  | 양반죽                               | 즉석죽 가정간편식 | 웬디                                    |

## 팬미팅

### IRENE ♡ BIRTHDAY PARTY
| 개최일          | 도시 | 국가     | 개최지         |
| --------------- | ---- | -------- | -------------- |
| 2019년 3월 29일 | 서울 | 대한민국 | SMTOWN THEATER |

### 2023 HAPPY IRENE-DAY
| 개최일          | 도시 | 국가     | 개최지          |
| --------------- | ---- | -------- | --------------- |
| 2023년 4월 13일 | 서울 | 대한민국 | YES24 라이브 홀 |

### 2024 B-day PARTY – IRENE in WONDERLAND
| 개최일          | 도시 | 국가     | 개최지         |
| --------------- | ---- | -------- | -------------- |
| 2024년 3월 29일 | 서울 | 대한민국 | 명화 라이브 홀 |

## 수상 및 후보
개인
| 연도 | 시상식       | 부문                   | 작품     | 결과 |
| ---- | ------------ | ---------------------- | -------- | ---- |
| 2015 | KBS 연예대상 | 쇼오락부문 여자 신인상 | 뮤직뱅크 | 후보 |

## 같이 보기
- 아이린 (트로트 가수)